# Ostindisk Kompagni
 For alternative betydninger, se Ostindisk Kompagni (flertydig). (Se også artikler, som begynder med Ostindisk Kompagni)
Ostindisk Kompagni blev grundlagt i 1616 af kong Christian IV af Danmark-Norge. Kompagniets fokus lå på handel med Indien og havde base i den i 1620 dansk-købte koloni Tranquebar.
Oprettelsen i 1616 var en del af en merkantilistisk politik for at forøge den danske handel, hvor der også oprettedes et islandsk kompagni i 1602 og et grønlandsk i 1636.
Initiativet til oprettelsen af kompagniet kom fra to hollændere, Jan de Willum og Herman Rosenkrantz, som fik privilegium på oprettelse af kompagniet 17. marts 1616 med støtte fra den kongelige kasse. Den 29. november afsejlede den første flåde ledsaget et krigsskib under befaling af den senere rigsadmiral Ove Gjedde. Først 16. maj 1619 nåede han efter flere alvorlige uheld Ceylon. Det lykkedes at erhverve byen Tranquebar, til hvis beskyttelse fortet Dansborg blev anlagt. Men det kommercielle udbytte af ekspeditionen var ubetydeligt. Den 1. januar 1621 begyndte Ove Gjedde tilbagerejsen, og 5. februar 1622 ankrede han i Karmsund i Norge, hvor han forlod sit skib for over land at vende tilbage til Danmark.
Flere nye togter var imidlertid gået af sted til Tranquebar. Selv om kongen selv tabte på handlen, omkring 300.000 rigsdaler, blev den fortsat frem til 1650, hvor den blev opgivet.
20 år senere blev virksomhed genoptaget, uden at det gik bedre. Virksomheden led under mangel på kapital og dårlig administration, hvorfor det sygnede hen trods støtte fra regeringen.
Et nyt forsøg på, efter initiativ af den hollandske købmand Josias van Aspern, i 1727 at puste nyt liv i kompagniet ved at overflytte en del af dets virksomhed til Altona forpurredes som følge af modstand fra Holland og England, og 28. april 1729 frasagde det sig al videre handel.
I 1732 genopstod ideen som Asiatisk Kompagni.